# Gummifigen
Gummifigen (Ficus elastica) er et 30-40 meter højt træ med op til 35 cm lange blade. Frugten er en oval figen, som er 1 cm lang og knapt spiselig.

## Beskrivelse
Træet kan blive 30-40 meter højt, i sjældne tilfælde op til 60 meter. Stammen er op til 2 meter i diameter. Bladene er blanke og ovale, 10-35 cm lange og 5-15 cm brede. De er størst på yngre planter. 
Som for andre medlemmer af figenslægten behøver blomsterne en speciel art af figenhvepsen til bestøvning. På grund af denne samevolution har gummifigentræet ikke farverige eller lugtstærke blomster for at kunne tiltrække andre bestøvere. 
Frugten er en lille gulgrøn, oval figen, som er 1 cm lang og knapt spiselig. Den vil kun indeholde frø med spireevne, hvor den rigtige figenhveps også findes.